# Selenicereus extensus
Selenicereus extensus ist eine Pflanzenart in der Gattung Selenicereus aus der Familie der Kakteengewächse (Cactaceae). Das Artepitheton extensus stammt aus dem Lateinischen, bedeutet ‚ausgedehnt‘ und verweist auf die Wuchsform der Art.

## Beschreibung
Selenicereus extensus wächst epiphytisch oder lithophytisch, strauchig, mit ausgebreiteten bis kletternden und mehrere Meter langen Trieben. Die grünen, dreikantigen (selten vierkantigen) Triebe sind unregelmäßig segmentiert, wurzeln oft ins Substrat und erreichen Durchmesser von 0,8 bis 3 Zentimetern. Ihre Kanten sind meist ausgeschweift, manchmal aber auch gerade. Die meist etwas erhabenen Areolen stehen 2 bis 3 Zentimeter voneinander entfernt und sind mit weißlichem bis gräulich braunem Filz bedeckt. Aus ihnen entspringen 2 bis 8 braune bis honiggelbe, pfriemlich-konische Dornen von bis zu 5 Millimeter Länge.
Die tagsüber geöffneten Blüten sind schmal trichterförmig und zwischen 30 und 38 Zentimeter lang. Ihre Blütenröhre ist  bei Durchmessern von 1,7 bis 2 Zentimetern 16 bis 24 Zentimeter lang. Die äußeren Blütenhüllblätter sind grünlich gelb, die inneren, etwas zerknitterten, Blütenhüllblätter sind weiß bis cremefarben. Das Perikarpell trägt zahlreiche Areolen die mit feinen Dornen und Borsten besetzt sind. Die Blütenröhre ist mit Schuppen und Dornen oder mit borstigen Areolen bedeckt. Die ellipsoiden, gehöckerten Früchte sind bis 6 Zentimeter lang und erreichen Durchmesser von bis zu 3,5 Zentimeter.

## Verbreitung und Systematik
Selenicereus extensus ist in Französisch-Guayana, Surinam, Guyana und möglicherweise auch in Brasilien, Ecuador, Kolumbien sowie Peru in tiefen Lagen verbreitet.
Die Erstbeschreibung als Cereus extensus wurde 1828 von Augustin-Pyrame de Candolle veröffentlicht. Beat Ernst Leuenberger stellte die Art 2001 in die Gattung Selenicereus. Weitere nomenklatorische Synonyme sind Hylocereus extensus (Salm-Dyck ex DC.) L.H.Bailey ex Britton & Rose (1915), Hylocereus extensus (Salm-Dyck ex DC.) Britton & Rose (1920, nom. illeg.), Mediocactus extensus (Salm-Dyck ex DC.) Doweld (2002) und Hylocereus extensus (Salm-Dyck ex DC.) Ralf Bauer (2003).

## Nachweise